# Nat Pendleton
Nat Pendleton, född 9 augusti 1895 i Davenport, Iowa, död 12 oktober 1967 i San Diego, Kalifornien var en amerikansk brottare och skådespelare. Han ställde upp i olympiska sommarspelen 1920, där han tilldelades en silvermedalj i tungviktsklassen för brottning. Som skådespelare hade han bland annat en prominent biroll som "världens starkaste man" i filmen Den store Ziegfeld, samt en fast roll som ambulansförare i filmserien om Dr. Kildare.

## Filmografi i urval
- 1929 – Skilsmässoadvokaten
- 1930 – Hans fästmö från New York
- 1933 – Lady för en dag
- 1933 – Ett farligt vittne
- 1934 – En ängel med temperament
- 1934 – En Manhattan-melodram
- 1934 – Den gäckande skuggan
- 1935 – Hjärter i trumf
- 1936 – Den store Ziegfeld
- 1938 – En fallen ängel
- 1939 – Gäckande skuggan kommer tillbaka
- 1939 – En dag på cirkus
- 1939 – Jag svär vid mina ögon
- 1939 – Mannen från andra sidan
- 1939 – Dr. Kildares hemlighet
- 1939 – Dr. Kildare sökes
- 1940 – Ett svårt fall för doktor Kildare
- 1940 – En läkares misstag
- 1940 – Nordvästpassagen
- 1940 – Spöket reser hem
- 1941 – Kompaniets olycksfåglar
- 1947 – Olycksfåglarna i toppform